# Axel Costa
Pour les articles homonymes, voir Costa.
Costa  Soria est un nom espagnol. Le premier nom de famille, en général paternel, est Costa ; le second, en général maternel, souvent omis, est Soria.
Axel Costa Soria (né le 10 octobre 1994 à Benejúzar) est un coureur cycliste devenu ensuite directeur sportif. Il possède les nationalités espagnole et argentine.

## Biographie
Axel Costa est originaire de Benejúzar, une commune située dans la Communauté valencienne. Sa mère est espagnole et son père Pablo est un ancien champion cycliste argentin,. Très tôt intéressé par le vélo, il participe à ses premières courses cyclistes vers l'âge de six ans. Il a également suivi des études de journalisme à l'université complutense de Madrid.
En 2013, il court en Belgique au sein de la formation KTC. L'année suivante, il revient en Espagne pour rejoindre le club Mutua Levante-Delikia-Renault Ginestar. Au mois de juillet, il s'impose sur le Gran Premio Sant Pere, une course régionale catalane à Perafort. Il intègre ensuite l'équipe continentale Start-Massi en 2015, qui évolue sous licence paraguayenne. Bon grimpeur, il termine notamment huitième de l'étape reine du Tour de Hongrie et dix-septième du classement général. 
En 2018, il s'engage avec la nouvelle équipe VIB Bikes, après avoir évolué dans des formations koweïtiennes. Au printemps, il se distingue en remportant la troisième étape du Tour d'Algérie. Il s'agit de son premier succès obtenu dans une compétition inscrite au calendrier de l'UCI.

## Palmarès
- 2010
  - 3e du championnat d'Espagne de scratch cadets
- 2014
  - Gran Premio Sant Pere
- 2018
  - 3e étape du Tour d'Algérie